# 寸座駅
寸座駅（すんざえき）は、静岡県浜松市浜名区細江町気賀にある、天竜浜名湖鉄道天竜浜名湖線の駅である。

## 歴史
- 1955年（昭和30年）5月6日：国鉄二俣線の駅として新設[1]。
- 1987年（昭和62年）3月15日：第三セクター鉄道へ転換、天竜浜名湖鉄道の駅となる[1]。

## 駅構造
単式ホーム1面1線を有する地上駅。駅は浜名湖に向かっての斜面上にある。
無人駅。ホーム上には待合室が設置されている。

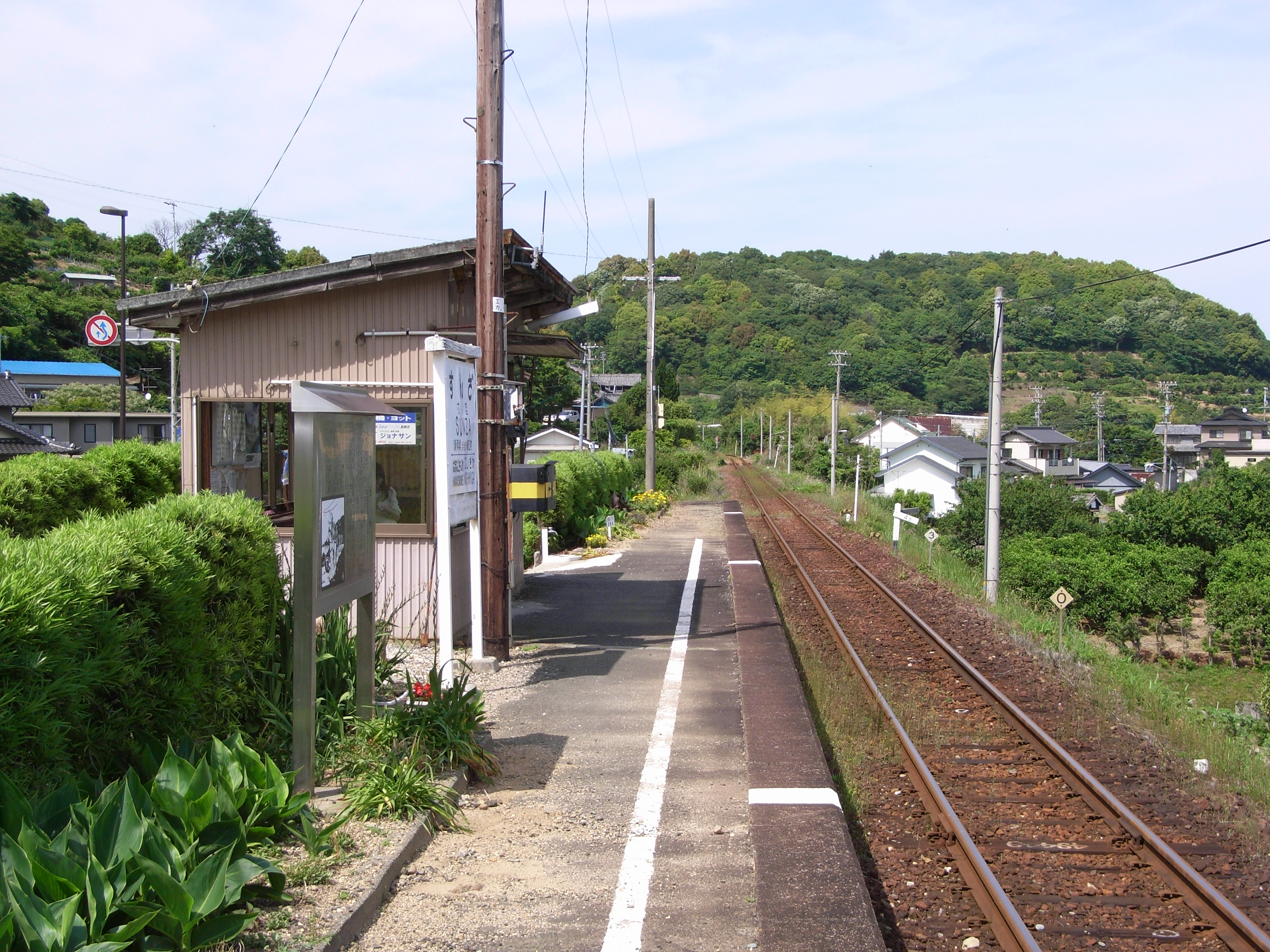
ホーム
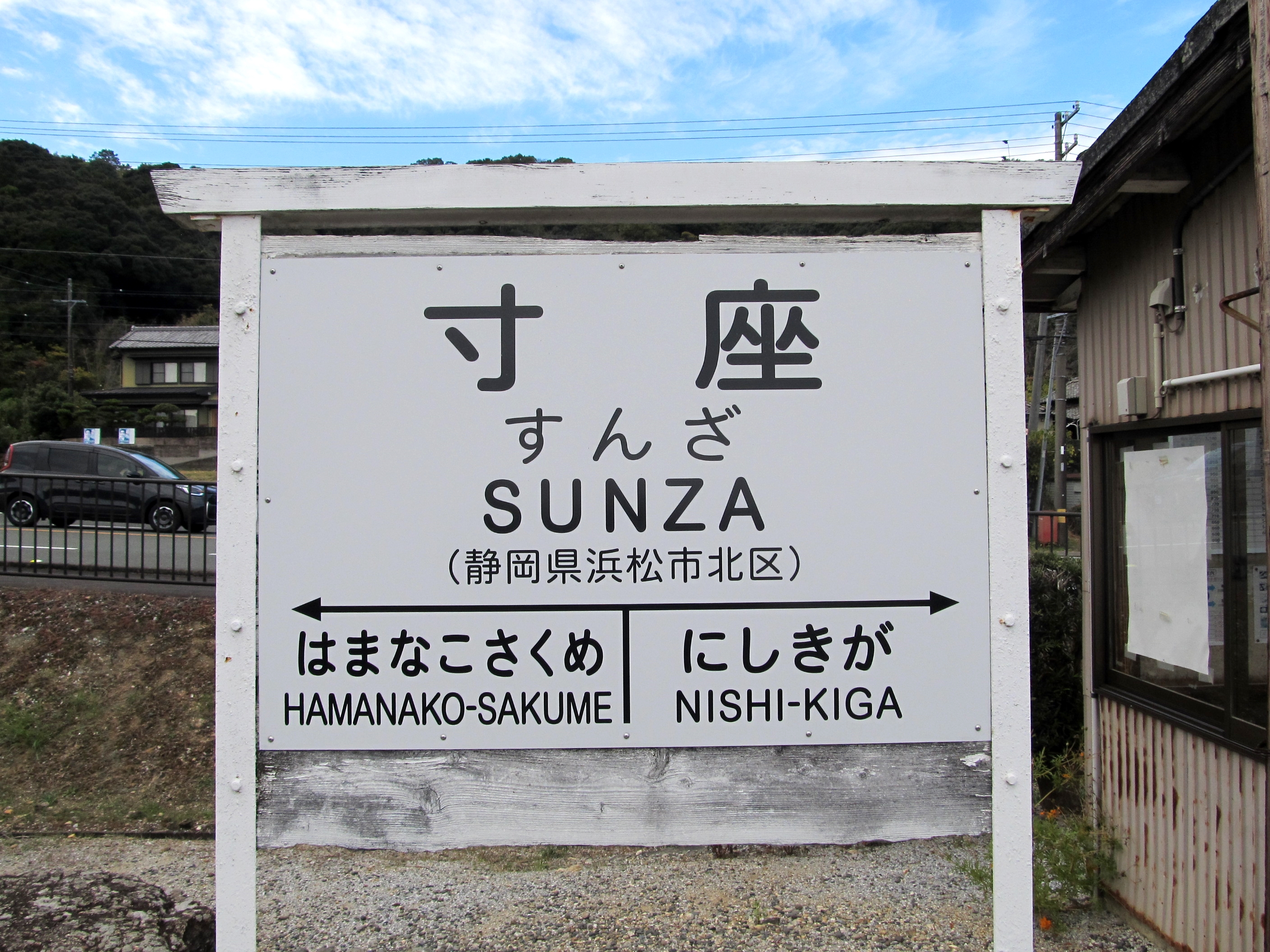
駅名標

## 利用状況
近年の1日平均乗車人員の推移は以下の通り。
| 乗車人員推移 | 乗車人員推移    |
| 年度         | 1日平均乗車人員 |
| ------------ | --------------- |
| 2008         | 36              |
| 2009         | 31              |
| 2010         | 27              |
| 2011         | 23              |
| 2012         | 22              |
| 2013         | 17              |
| 2014         | 19              |
| 2015         | 13              |
| 2016         | 18              |
| 2017         | 14              |
| 2018         | 13              |

## 駅周辺
住宅は少ない。
- 浜名湖（面している）
- 国道362号
- 遠鉄バス40気賀三ヶ日線「寸座西」停留所：浜松駅行（気賀駅前に寄らず）、三ヶ日車庫行

## 隣の駅
天竜浜名湖鉄道
■天竜浜名湖線
西気賀駅 - 寸座駅 - 浜名湖佐久米駅